# Kamienica Bentkowskiego w Warszawie
Kamienica Bentkowskiego – klasycystyczna kamienica znajdująca się przy ul. Nowy Świat nr 49 w Warszawie. 

## Opis
Kamienica została wzniesiona ok. 1820−1822. Projekt budynku wykonał Hilary Szpilowski dla Feliksa Bentkowskiego.
W drugiej połowie XIX wieku w kamienicy mieszkał Adam Zelt (rzeźbiarz). Budynek został przebudowany w XIX wieku i na początku XX wieku. Następnie uległ spaleniu podczas II wojny światowej (1939) i został częściowo wyburzony. W latach 1947–1949 odbudowany według projektu Zygmunta Stępińskiego i Mieczysława Kuźmy.
Kamienica zbudowana jest na planie prostokąta. W środkowej części fasady znajdują się cztery doryckie półkolumny. Jest to budynek 11-osiowy, 2-traktowy, z balkonem na pierwszym piętrze (znajdującym się nad bramą).
W 1965 kamienica wraz z ogrodem i ogrodzeniem została wpisana do rejestru zabytków. 
W budynku ma siedzibę Polskie Towarzystwo Ekonomiczne.